# Cori Bush
Cori Bush (ur. 21 lipca 1976 w Saint Louis) – amerykańska działaczka na rzecz praw człowieka, aktywistka ruchu Black Lives Matter, polityczka, członkini Partii Demokratycznej.

## Działalność polityczna
Od 3 stycznia 2021 jest przedstawicielką 1. okręgu wyborczego w stanie Missouri w Izbie Reprezentantów Stanów Zjednoczonych.
Należy do Demokratycznych Socjalistów Ameryki (DSA).